# 山田萌々香
山田 萌々香（やまだ ももか、2002年5月2日 - ）は、日本の子役、女優・タレント。
東京都出身。ケイエムシネマ企画所属。以前はジョビィキッズに所属していた。
妹は山田菜々香。

## 出演

### 映画
- 明日の記憶（2006年）佐伯芽吹 役
- 僕の彼女はサイボーグ（2008年）
- デトロイト・メタル・シティ（2008年）社長たん 役
- 僕は友達が少ない（2014年） - 高山マリア 役

### ドラマ
- 輪舞曲（2006年、TBS）佐倉唯 役
- 大学病院救急救命室Vital Signs 第5話（2007年、BS-i）小島日名子（幼少期） 役
- 介護エトワール（2006年、NHK総合）馬場梅雄の娘 役
- 未来講師めぐる（2008年、テレビ朝日）吉田めぐる（演：深田恭子の4歳期） 役
- いのちのいろえんぴつ（2008年、テレビ朝日）豊島加優 役
- 4姉妹探偵団（2008年、ABC）
- デパート仕掛け人!天王寺珠美の殺人推理（ABC）
- ハチワンダイバー 第10話（2008年、フジテレビ）そよ（演：仲里依紗の幼少期） 役
- ギラギラ（2008年、ABC）七瀬織江 役
- ゴッドハンド輝（2009年、TBS）四宮梢（演：水川あさみの幼少期） 役
- マイガール（2009年、テレビ朝日）塚本陽子（演：優香の幼少期） 役
- 天使のわけまえ（2010年、NHK総合）坂下くるみ（演：観月ありさの幼少期） 役
- どんど晴れスペシャル（2011年、NHK BSプレミアム）雪ん子 役
- 鍵のかかった部屋 第2話（2012年、フジテレビ）高澤美樹（演：福田麻由子の幼少期） 役
- 警視庁捜査一課9係 season 7 第5話（2012年、テレビ朝日）臼井真奈美 役
- 救急救命士・牧田さおり9（2013年、テレビ朝日）小嶋里奈 役
- お天気お姉さん（2013年、テレビ朝日）安倍晴子（演：武井咲の少女期） 役
- リアル鬼ごっこ THE ORIGIN 第4話（2013年、テレビ埼玉他）小学生の女の子 役
- 斉藤さん2（2013年、日本テレビ）本間萌々香 役
- サイレント・プア（2014年、NHK） 里見 涼（演：深田恭子の少女期）役
- 花燃ゆ（2015年、NHK）杉文 （演：井上真央の少女期）役

### CM
- スズキ、アルト
- サニクリーン、レンジフードフィルター
- バンダイ、プリキュアパン
- JAL、先得割引
- 日清オイリオ
- 日本マクドナルド
- 朝日新聞出版、週刊マンガ世界の偉人

### スチール
- ボンメルシィ!リトル2007秋号 運動会のお弁当（2007年、ベネッセ）